# Therasiella elevata
Therasiella elevata är en snäckart som beskrevs av Cumber 1967. Therasiella elevata ingår i släktet Therasiella och familjen Charopidae. Inga underarter finns listade i Catalogue of Life.